# Praxillella capensis
Praxillella capensis är en ringmaskart som först beskrevs av McIntosh 1885.  Praxillella capensis ingår i släktet Praxillella och familjen Maldanidae. Inga underarter finns listade i Catalogue of Life.